# Alejandro Navas
Alejandro Miguel Navas Ramos (Montería, 7 de mayo de 1956) es un militar y diplomático colombiano. 

## Biografía
Nació en Montería, en mayo de 1956, hijo de Alejandro Navas Tamara y de Elvia Ramos Espinosa. Ingresó a la Escuela Militar de Cadetes General José María Córdova del Ejército Nacional el 5 de febrero de 1972, graduándose como Subteniente del Arma de Infantería el 1 de junio de 1976.
Ascendió a General de cuatro soles el 5 de diciembre de 2010. Se retira por voluntad propia el 17 de noviembre de 2013.
Es Profesional en Ciencias Militares, Maestría en Defensa y Seguridad Nacional de la Escuela Superior de Guerra, Diplomado Gestión Ambiental, Programa Presidentes de Empresas, U. Andes, DDHH y Solución de conflictos, Logística, Globalización y Planeación Estratégica, Gerencia del Talento Humano, Profesor en Ciencias Militares y Ciencias Exactas.
Así mismo, realizó cursos de Lancero (Instructor), Paracaidista Distinguido, Jefe de Salto, Comando Terrestre, Fuerzas Especiales (Instructor), en Colombia, y de Pequeñas Unidades de Infantería, Zona del Canal, Comando Peruano, Paracaidista y Buzo Peruano, Curso Básico, Avanzado y de Estado Mayor en los Estados Unidos.
Después de su retiro del servicio militar, se desempeñó como Embajador de Colombia en Argentina (2013-2017) y Gerente general de la Industria Militar (Indumil) entre el 1 de septiembre de 2017 y su renuncia el 1 de febrero de 2018. Así mismo, durante su carrera militar fue agregado militar, naval y aéreo a la Embajada de Colombia en Italia, y coordinador del Comando del Ejército ante la MFO.
El 27 de noviembre de 2021 fue designado por el presidente Iván Duque Márquez como Gobernador Encargado de Arauca, tras la destitución del Gobernador José Facundo Castillo Cisneros (Partido Cambio Radical).Ocupó tal cargo hasta la designación en febrero de 2022 de Indira Luz Barrios como Gobernadora Encargada, proveniente de la terna propuesta por Cambio Radical.
Casado con Hanna Patricia Ramírez García de cuya relación tienen dos hijos, Diana Milena y Alejandro.

### Comandos
Desempeñó diversos cargos, entre los cuales cabe destacar:
- Comandante de la Compañía Avanzada de tiro del Ejército
- Comandante del Batallón de Contraguerrillas “Los Guanes”
- Comandante del Batallón de Infantería Joaquín París
- Comandante del Batallón de Infantería Voltígeros
- Comandante del Batallón de Infantería Miguel Antonio Caro
- Comandante de la Escuela de Lanceros
- Comandante de la Brigada de FFEE
- Segundo Comandante de la Séptima Brigada
- Comandante del Centro Nacional de Entrenamiento CENAE
- Comandante de la Fuerza de Despliegue Rápido FUDRA
- Comandante de la Fuerza de Tarea Conjunta “OMEGA”
- Comandante del Comando Conjunto de Operaciones Especiales CCOES
- Comandante del Ejército Nacional
- Comandante general de las FFMM

## Honores
Posee, entre otras condecoraciones: 
- Orden de Boyacá en los grados de Gran Oficial y Gran Cruz.
- Medalla Andrés Rosillo al mejor alumno. Escuela Militar.
- Medalla Escuela de Lanceros en la categoría académica.
- Medalla Servicios Distinguidos en Orden Público por 10.ª vez.